# Sirice
 (janvier 2022).
Si vous disposez d'ouvrages ou d'articles de référence ou si vous connaissez des sites web de qualité traitant du thème abordé ici, merci de compléter l'article en donnant les références utiles à sa vérifiabilité et en les liant à la section « Notes et références ».
Pour les articles homonymes, voir Sirice (homonymie).
Saint Sirice, en latin Siricius (°Rome vers 334 – † 26 novembre 399, Rome), est le 38e évêque de Rome. Élu le 11 décembre 384.

## Carrière et élection
Selon la tradition, Sirice naît à Rome et a pour père un dénommé Tiburce. Selon son épitaphe, il est lecteur puis diacre sous le pontificat de Libère (352–356).
Une lettre de l'empereur romain Valentinien II au préfet de Rome indique que Sirice est élu pape à l'unanimité à la mort du pape Damase. Il est consacré évêque de Rome le 11 décembre 384.

## Législateur
Son premier acte officiel revêt une portée historique très importante. En effet, Himerius (en), évêque de Tarragone, avait adressé à Damase une liste de 15 questions portant sur le baptême, la pénitence, l'ordination ou encore le mariage. Fraîchement élu, Sirice lui répond le 10 février 385. Ses réponses reprennent des dispositions du concile de Nicée en 325 ou encore du concile de Sardique en 343 (aujourd'hui Sofia en Dacie). Cependant, Sirice les assortit de sanctions.
Cette lettre constitue la première décrétale (lettre pontificale sur des questions de discipline ou de droit canonique) authentique connue. Insensiblement, par cette décrétale, le primus inter pares qu'était l'évêque de Rome assume un rôle de souverain pontife. Sirice a pleinement conscience de son autorité sur l'ensemble de l'Église.
Cette décrétale est suivie d'autres missives incitant les évêques d'Afrique à appliquer les canons de deux conciles romains, l'un convoqué par Damase et l'autre par lui-même en 386. Le premier canon concerne la consécration de l'évêque et l'obligation de chasteté des clercs. Le second exige une enquête préalable sur les candidats aux ordres. Ainsi s'amorce la législation pontificale.

## Contre les hérétiques
Sirice œuvre avec énergie contre les hérétiques, en collaboration avec Ambroise, évêque de Milan. Lors du concile de Capoue en 392, il condamne Bonose, évêque de Sardique, qui nie la virginité de Marie. La même année, il condamne lors d'un concile romain le moine Jovinien, qui non seulement nie aussi la virginité de Marie, mais récuse la vie de célibat et de chasteté. Il laisse cependant aux églises locales le soin de sanctionner les deux hérétiques. La sentence est également envoyée à Ambroise qui convoquera à son tour un synode de Milan (en) en 389 qui, se ralliant à la décision de Rome, condamnera les disciples de Jovinien.
À la suite de Damase, il intervient dans la controverse des priscillianistes. Après la mort de l'empereur romain Maxime en 388, il sanctionne les évêques ayant livré Priscillien et ses compagnons au bras séculier. C'est le cas en particulier d'Ithace, évêque d'Ossonuba (diocèse de Faro), qui accusa Priscillien. Sirice condamne également Félix, évêque de Trèves, qui soutient Ithace. Enfin, il autorise le retour au sein de l'Église des priscillianistes.

## Postérité
Sous son règne est bâtie la basilique Saint-Paul-hors-les-murs, sur la tombe présumée de l'apôtre, sur la via Ostiensis. Sirice la consacre en 390 ; son nom figure sur l'un des piliers ayant survécu à l'incendie de 1823. Il fut, à l'origine, inhumé dans la Catacombe de Priscille, à Rome.
Saint Jérôme évoque dans sa lettre CXXVII son manque de jugement : il lui reproche d'avoir délivré à Rufin d'Aquilée, suspecté d'hérésie, un certificat d'orthodoxie. Au contraire, saint Ambroise loue dans sa lettre XLII son action contre les hérésies. Isidore de Séville le qualifie de clarissimus pontifex (« pontife très illustre »).
Retiré du Martyrologe romain, son nom y est réinscrit par Benoît XIV qui écrivit un long mémoire à ce sujet. Liturgiquement il est commémoré le 26 novembre, date anniversaire de sa mort.